# 楠西 (大字)
楠西，原稱為茄拔，是臺灣臺南市楠西區的一個傳統地域名稱，也是全區行政中心所在地，位於該區中部偏西南，並向南南西延伸至邊界。相較於今日行政區，其範圍大致包括楠西里不含西部邊界地帶略偏北段、東勢里不含東北部邊界地帶及東南端、密枝里西南部凸出部分的西北端。
本地區境內主要聚落為茄拔（楠西）、東勢，設有楠西國中、楠西國小。

## 歷史
台灣日治初期，楠西地區為一街庄，稱為「茄拔庄」（舊制街庄），隸屬於楠梓仙溪西里。該庄昔日西及西北隔斗六溪（今名曾文溪）與口宵里庄、𦬬萊宅庄為界，東北與密枝庄為鄰，東邊為灣坵庄，南邊隔曾文溪支流油車溪與鹿陶洋庄為界。
1901年（日治明治三十四年）11月11日，全台廢縣廳改設二十廳，該庄隸屬於臺南廳。1904年（明治三十七年）3月31日，該庄編入「內噍吧哖區」，隸屬於臺南廳。1909年（明治四十二年）10月25日，全台合併二十廳為十二廳，內噍吧哖區仍隸屬於臺南廳。1920年（大正九年）10月1日，全台地方制度大改正，廢十二廳改設五州二廳，該庄改制並改名為「楠西」大字，隸屬於臺南州新化郡楠西庄（新制街庄）。
戰後楠西庄改制為楠西鄉，隸屬於臺南縣，大字亦改制為村。1950年（民國39年）10月25日，雲、嘉、南分治，楠西鄉仍隸屬於臺南縣。2010年（民國99年）12月25日，臺南縣、市合併為直轄臺南市，楠西鄉改制為楠西區，村亦改制為里。

## 聚落
本地區發展較早的聚落為茄拔（楠西）、東勢，在日治初期的官方地圖上已有記載。

## 交通
省道台3線俗稱「內山公路」，是臺北至屏東的幹道，以外環道形式經過本地區東勢聚落東側。由該道路北行可前往嘉義縣大埔鄉、番路鄉南部、中埔鄉、番路鄉西北部、竹崎鄉等地；南行可前往玉井區、南化區、高雄市內門區、旗山區等地。
市道175號是關子嶺至楠西的道路，其南側端點（終點）位於本地區北部的省道台3線轉角路口暨區道南187線路口，經過本地區𦬬萊宅聚落。由該道路北行（大方向）可前往六甲區東部、東山區東部、白河區東部，並止於關子嶺地區的市道172號路口。
區道南187線是溪頭至楠西的道路，全線位於本地區境內，其北側端點（起點）位於本地區北部的省道台3線轉角路口暨市道175號終點路口，南側端點位於南部的省道台3線另一路口。
區道南188線是楠西至二層坪的道路，其西側端點（起點）位於本地區中部略偏東南、東勢聚落東側的省道台3線路口。

## 學校
- 楠西國中
- 楠西國小

## 公務機關
- 楠西區公所
- 臺南市玉井戶政事務所楠西辦事處
- 臺南市政府警察局玉井分局楠西分駐所
- 臺南市政府消防局第二大隊楠西消防分隊